# Phintella longirostris
Phintella longirostris är en spindelart som först beskrevs av George William Peckham och Elizabeth Maria Gifford Peckham 1903.  Phintella longirostris ingår i släktet Phintella och familjen hoppspindlar. Inga underarter finns listade i Catalogue of Life.